# Stilleven met kazen
Stilleven met kazen is een schilderij van de Nederlandse kunstschilder Floris van Dyck, olieverf op paneel, 82,2 × 111,2 centimeter groot, gemaakt rond 1615. Het is een typerend voorbeeld van een ontbijtje, zoals stillevens met etenswaren in de zeventiende eeuw wel werden genoemd. Het werk bevindt zich sinds 1982 in de collectie van het Rijksmuseum.

## Afbeelding
Het schilderij is gesigneerd, noch gedateerd. Toch wordt algemeen verondersteld dat Van Dijck de maker is. Het lijkt in zijn oeuvre een tussenpositie in te nemen, de reden dat het gedateerd wordt op omstreeks 1615.
Van Dyck liet een klein oeuvre na. Het meest bekend werd hij door zijn realistische stillevens met kazen, fruit en noten, ook wel "ontbijtjes" genoemd, waarvan er een achttal bewaard zijn gebleven, gedateerd tussen 1610 en 1622. Stilistisch verschillen deze werken slechts weinig. Hij varieert een beetje met de aard en het aantal van de voorwerpen, maar compositorisch kennen ze allemaal een vergelijkbare opzet. Ze worden afgebeeld vanuit een enigszins verhoogd standpunt. De tafels zijn steeds bedekt met een kostbaar ingeweven tafellaken van roze damast, met daaroverheen weer een groot servet van wit damast, eveneens ingeweven en afgezet met elegante kant. Het midden van de tafel wordt meestal ingenomen door een stapel grote kazen, variërend in kleur. Er rond omheen zijn vervolgens diverse schalen en borden te zien met fruit, noten of andere etenswaren, alsook een mes, glazen en kannen. Bijzonder is het lichteffect, helder op de voorgrond en snel donkerder wordend.
Het hier besproken Stilleven met kazen uit het Rijksmuseum toont bij uitstek Van Dycks grote technische vaardigheid in de weergave van licht- en schaduweffecten, bijvoorbeeld in het doorzichtige wijnglas en de weerspiegeling van de halve appel op het zilveren dienblad. Dat dienblad helt gevaarlijk over de rand van de tafel, met de bedoeling extra diepte en een illusie van echtheid te creëren. De van de tafel afhangende appelschil links biedt een optisch contrast. De schil toont afwisselend de binnen- en buitenkant, is al wat bruin en duidelijk niet afkomstig van de vers doorgesneden halve appel op de schaal. Het kan wijzen op het verstrijken van de tijd: alles gaat voorbij.
Van hoge technische kwaliteit is ook de kleurenweergave van de appels op de schaal, de verkorte afbeelding van de Delfts blauwe schaal en de gedetailleerde aardewerken kan. Ook de soms dichte en dan weer geopende noten zijn bewust gerangschikt en met veel variatie uitgewerkt. Alle onderwerpen zijn met grote zorg gearrangeerd ten opzichte van elkaar, waarbij duidelijk Van Dycks fascinatie blijkt voor contrasten in textuur. Elk object krijgt afzonderlijk aandacht, alle materialen en oppervlaktes komen stuk voor stuk in hun eigen waarde tot hun recht.
Het maken van dergelijke stillevens was een arbeidsintensief karwei. Het was moeilijk voor kunstschilders om er de kost mee te verdienen. Van Van Dyck zijn na 1625 nauwelijks nog werken bekend, maar toch stierf hij in 1652 als een vermogend man. Klaarblijkelijk had hij een andere manier gevonden om geld te verdienen.

## Vergelijkbare stillevens van Van Dyck

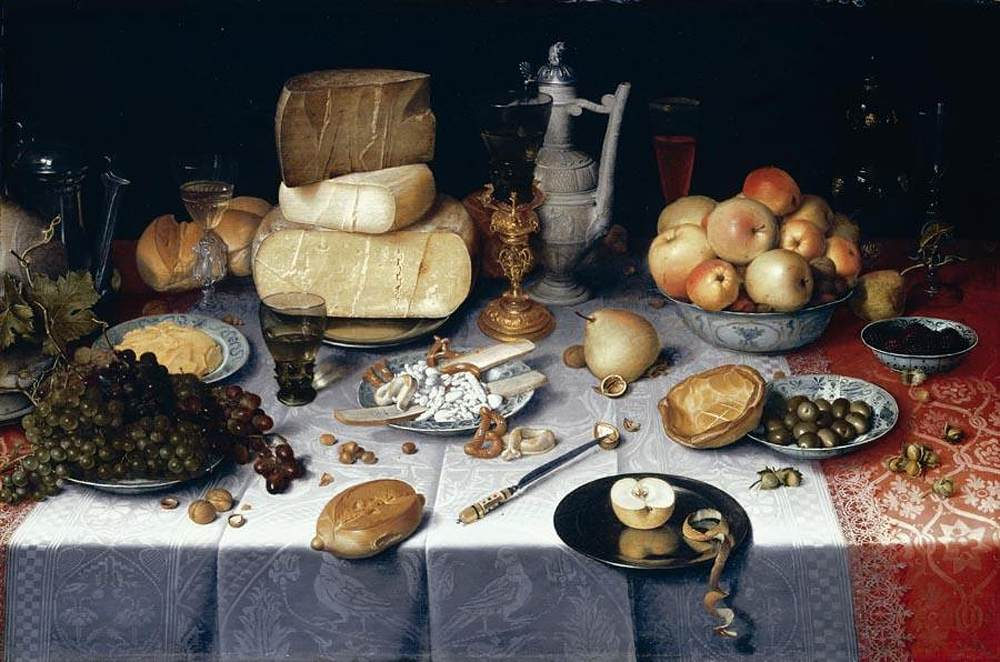
Stilleven, 1610, privéverzameling
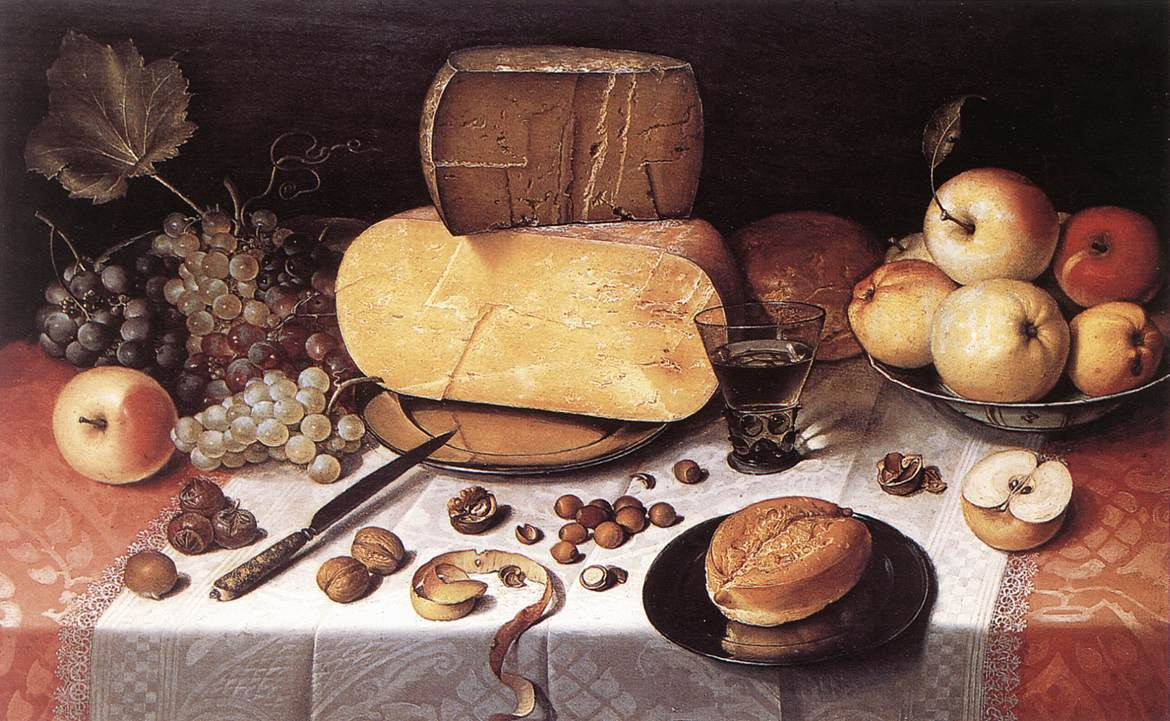
Stilleven met fruit, noten en kaas, 1613, Frans Hals Museum
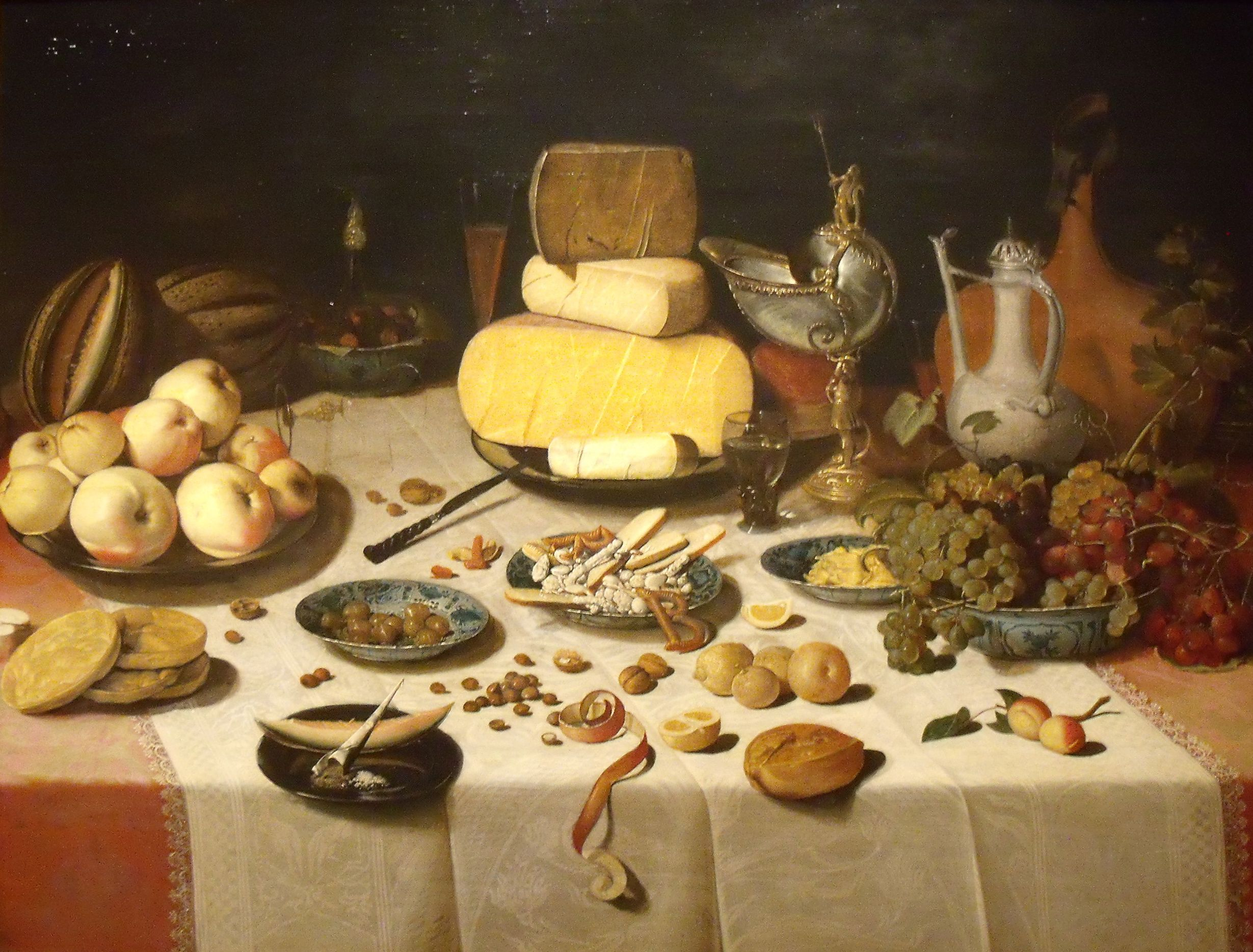
Gedekte tafel, 1622, Musée des beaux-arts de Montréal